# Famille de La Tour du Pin
Pour les articles homonymes, voir La Tour du Pin.
La famille de La Tour du Pin est une famille subsistante de la noblesse française originaire du Viennois où une commune porte ce nom (département de l’Isère).
Elle est à l'origine de plusieurs dauphins de Viennois à partir de Humbert Ier de la Tour du Pin devenant Humbert Ier de Viennois de 1282 à 1306, suivi de son fils Jean II de la Tour du Pin ou de Viennois de 1306 à 1319 né d'Anne d'Albon, sœur du dernier dauphin du Viennois et comte d'Albon Jean d'Albon, mort prématurément d'une chute de cheval.
Jean II aura deux fils dauphins de Viennois de Béatrice de Hongrie : Guigues VIII jusqu'en 1333, puis Humbert II de Viennois jusqu'en 1349.
Plusieurs branches en descendent : de Vinay, de Clelles, de Gouvernet, de Montauban, de Verclause, de La Charce de Chambly et de Forez.
La famille de La Tour du Pin est répertoriée A.N.F. comme d'ancienne extraction (1437), h. c.

## Histoire

### Origines
Plusieurs hypothèses ont été avancées sur les origines de la famille de La Tour-du Pin dont la dénomination ne remonte qu'au XIIe siècle.
D'après Étienne Baluze, Géraud de La Tour, (comte d'Auvergne de la maison de La Tour d'Auvergne ?), époux de Gausberge, aurait engendré Berlion, marié avec Leutgarde, mais selon le site de la Foundation for Medieval Genealogy, les actes cités à Brioude n'ont pas été retrouvés. René Poupardin dit ne pas avoir connaissance de l'acte de Nicolas Chorier dans le Cartulaire de Saint-Maurice de Vienne en 1004 et n'intègre pas Géraud (de la Tour d'Auvergne) dans la généalogie, mais nomme Bérilon, descendant des vicomtes de Vienne, marié avec Leutgarde, à l'origine d'un autre Bérilon, marié avec Ildéardis en 1032.
Selon René Poupardin, Bérilon dit "Le Blanc" est le frère d'Hector qui a fait la guerre à l'archevêque de Romans, puis de Vienne, Léger avant 1030.
De Bérilon, deux branches vont se dissocier, l'une formera la seigneurie de Beauvoir de Marc, l'autre la seigneurie de La Tour.
Ainsi, vers 1083, le chanoine Rostaing de Beauvoir, du consentement de son frère Artaud, concède des biens qu'il avait à Reventin, avec la signature de l'archevêque. En 1080, le chevalier Bérilon, seigneur de Pressins et possiblement de La Tour,, fils d'Artaud, son épouse Adalsendis, ses fils Arbert et Guillaume donnent au monastère de St-André-le-Bas, en présence de l'abbé Humbert, la chapelle du château de Pinet et l'église de St-Pierre à Eyzin. Ce sont ces biens à Pinet qui seront réclamés à Guillaume II de Beauvoir de Marc en 1203 par Albert II de La Tour du Pin en présence d'André Dauphin de Viennois et de sa mère Béatrice,.
Vers 1083, le même Bérilon, sa femme et ses fils, donnent au monastère de St-André dans les murs de Vienne et à l'abbé Humbert la moitié de l'église de St-Eusèbe à Pressins au diocèse de Belley.
- Vers 1100, Berlion et Amblard de la Tour, chevaliers, sont témoins d'une donation faite à l'église de Belley par Guy[15].
- Berlion de La Tour, en 1107, fait avec ses fils Girold et Walon, don de certains biens au prieuré bénédictin d'Innimont en Bugey[16].
- En 1124, Girold de la Tour, mort après 1130, fils de Berlion, donne à la maison de Portes l'usage des pâturages, ce que confirme Amblard de la Tour en présence d'Humbald archevêque de Lyon et d'Humbert évêque de Genève[17]. Il épouse la comtesse Marie de Saint-Rambert-en-Bugey, morte après 1130.
- Albert Ier, son fils, est cité en 1130 faisant une donation au chapitre St-Paul de Lyon pour le salut de l'âme de ses parents[18]. En 1161, il est en compagnie du dauphin Guigues, comte d'Albon, au sujet d'une querelle contre les chanoines de Romans pour la construction de murs pour clore leur ville[19]. Il meurt après 1176 et est le père d'Albert II qui suit et de Berlion qui confirment en 1180 à la chartreuse de Portes les donations de leur père avant d'être chevalier, et de leur aïeul Girold[20].Berlion ou Bérilon  fait avec son frère une donation en 1185 à Saint-Maurice de Vienne[21], il est possiblement à l'origine de la branche de Vinay[22].

L'incertitude a régné jusqu'à la fin du XVIIIe siècle sur la façon dont la Maison de La Tour-du-Pin actuelle se rattachait aux Dauphins de Viennois, ce rattachement étant mentionné de 4 façons différentes dans les documents du Cabinet des Titres, et ce n'est qu'à la suite des travaux de Moulinet en 1787, et de la découverte des archives de la branche aînée de Ia famille, celle de La Tour de Clelles, qu'il est apparu que les La Tour-du-Pin-Gouvernet étaient un rameau cadet de la branche de Vinay.

### Généalogie

#### Branche des barons de La Tour du Pin et dauphins de Viennois, éteinte en 1355
Au cours des XIe et XIIe siècles la maison de la Tour se tailla une importante baronnie sur la rive gauche du Rhône qui s'étendait approximativement des rives du Guiers jusqu'à Bourgoin (actuellement Bourgoin-Jallieu) et Crémieu ; et comptait, à l'époque d'Albert III, près de 80 bourgs et châteaux. Cet ensemble, connu sous le nom de "Terre de la Tour", était pour l'essentiel tenu en franc-alleu par les sires de la Tour qui ne reconnaissaient donc que l'autorité (assez théorique) des souverains du Saint-Empire Romain. L'historien Nicolas Chorier cite d'ailleurs les sires de la Tour parmi les principaux barons du Dauphiné et souligne leur rang et leur puissance. C'est cette famille qui donna quatre dauphins de Viennois de 1282 à 1349, date de la vente du dauphiné de Viennois à la couronne de France.
- Albert II, mort vers 1226, seigneur de la Tour-du-Pin, chevalier-croisé en 1190, dont le nom et les armes figurent dans la première des salles des Croisades du château de Versailles, épouse Marie d'Auvergne, fille de Robert IV Dauphin d'Auvergne (v. 1150-1234) et de Mathilde de Bourgogne. Ils ont plusieurs enfants dont :
  - Albert III mort après 1259, seigneur de la Tour-du-Pin, sénéchal du royaume d'Arles, épouse avant 1220 Béatrix dame de Coligny[22].
  - Guy, archidiacre de Lyon mort vers 1249[22].
  - Hugues de la Tour, évêque de Clermont, mort le 29 décembre 1249 en terre sainte[22].
  - Humbert : il est cité comme doyen de Clermont en décembre 1266 dans le Regeste Dauphinois.
  - Sibylle, morte après 1242, mariée avec Siboud de Beauvoir-de-Marc, seigneur de Beauvoir, Septème et Pinet, mistral de Vienne, mort après 1242[22].
  - Alice, morte après 1256, dame de Cornillon et de Bornant probablement mariée avant 1215 avec le comte Guillaume II de Genève[24],[22]. Pour l'historien Matthieu de La Corbière, Alice serait issue de la famille de Faucigny[25].
  - Alix, morte après mars 1248, dame du château de Saint-Jean-de-Bournay, mariée avec Drodon de Beauvoir de Marc, mort après 1189, croisé (3ème croisade) ; puis mariée vers 1200 avec Bertrand Raimbaud de Royans[22].
  - une fille mariée en novembre 1198 avec Aymar IV de Bressieux[22].

D'Albert III et de Béatrice de Coligny sont issus :
- Albert IV de la Tour du Pin, seigneur de la Tour-du-Pin et de Coligny mort vers septembre 1269[22], marié en 1238 avec Marguerite de Bourgogne, fille de Jean de Bourgogne de Mahaut de Bourgogne [26], puis avec Alix Fieschi[22], sœur de Béatrice Fieschi (épouse de Thomas II de Savoie), nièce du pape Innocent IV, fille de Teodoro Fieschi, comte de Lavagna et de Simonde, morte après mai 1273[27] ;
- Marie de La Tour du Pin, dame de Varey en Bugey, morte après février 1266,  épouse en 1241 Rodolphe de Genève (avant 1215 - 29 mai 1265)[22] ;
- Hugues de la Tour du Pin, sénéchal de l'église de Lyon, mort après 1289[22] ;
- Guy de la Tour du Pin, Évêque de Clermont, mort le 28 février 1286 ;
- Béatrix de la Tour du Pin, morte le 18 mai 1306, dame du château de Vernay en Forez, femme de Guillaume de Roussillon, qui fonde en 1280 la chartreuse de Sainte-Croix-en-Jarez ;
- Alix de la Tour du pin, morte après 1289, dame de Verfieux mariée avec  Humbert II de Montluel, seigneur de Montluel, mort après 1289[22] ;
- Marguerite de La Tour du Pin mariée en septembre 1254 à Humbert IV de Thoire-Villars, seigneur d'Aubonne (°1255 - †1301 )[28] ;
- Humbert Ier de la Tour du Pin (°v.1240-†1307), comte d'Albon, seigneur de La Tour du Pin et de Coligny, dauphin de Viennois en 1282 sous le nom de Humbert Ier de Viennois, marié le 31 août 1273 à Anne d'Albon (1255-1298), fille de Guigues VII de Viennois, dauphin de Viennois, et de Béatrice de Faucigny.

Humbert Ier et Anne d'Albon, qui apporte le titre de dauphin à la famille de La Tour du Pin, sont à l'origine de :
- - Hugues de la Tour dit Dauphin, seigneur de Faucigny, mort le 3 juillet 1329 marié en 1309 à Marie de Savoie († avant 1334), fille d'Amédée V, comte de Savoie (1285-1323), prince d'Empire et de Marie de Brabant[22] ;
  - Guy de la Tour du Pin dit Dauphin, seigneur de Montauban, mort le 23 janvier 1318, marié à Béatrix des Baux, morte après 1324, fille de Bertrand des Baux, comte d'Avellino, et d'Agathe, fille du seigneur Raymond V de Mévouillon[22] ;
  - Alix de Viennois, morte le 14 novembre 1309, promise initialement en mariage entre 1295 et 1296 à Amédée V de Savoie, mariée par contrat du 28 mars 1296 à Jean Ier de Forez, fils de Guigues VI de Forez et de Jeanne de Montfort de Castres[22] ;
  - Marie de la Tour, épouse après fiançailles du 14 mai 1288, Aymar V de Poitiers-Valentinois, sous conditions de fiançailles conjointes de Marguerite de Genève (fille de l'ancien comte Rodolphe, comte de Genève, et de Marie de Coligny) avec Aymar IV de de Poitiers-Valentinois, ceci après dispense papale requise à cause de leur consanguinité et sous la tutelle des différents membres des familles intéressés[22] ;
  - Marguerite de la Tour du Pin, mariée en 1303 à Frédéric Ier de Saluces, marquis de Saluces de 1334 à 1336[22] ;
  - Béatrix de la Tour du Pin, morte en juin 1347, mariée le 13 février 1302 à Hugues Ier de Chalon-Arlay (1288-1322) seigneur d'Arlay, d'Arguel , de Cuiseaux et de Vitteaux, vicomte de Besançon[22] ;
  - Catherine de la Tour du Pin, morte le 09 décembre 1337, mariée en mai 1312 avec Philippe de Savoie (1278-1334), seigneur de Piémont (1282 à 1334), d'Ivrée et prince d'Achaïe (1301 à 1307), comte d'Alba (1307)[22].
  - Henri de la Tour du Pin (1296-1328), régent du Dauphiné de 1319 à 1323, archidiacre de Worcester, évêque de Passau 1317, évêque de Metz 1319-1325[22].
  - Jean II de la Tour du Pin, mort  1319, dauphin de Viennois de 1306 à 1319 sous le nom de Jean II de Viennois (°v.1280-†1319), comte d'Albon, marié le 25 mai 1296 à Béatrice de Hongrie († 1354), fille de Charles Martel, roi de Hongrie, et de Clémence de Habsbourg[22]. Leurs enfants sont :
    - Catherine († après le 16 Février 1319)[22] ;
    - Guigues VIII de la Tour-du-Pin, dauphin de Viennois de 1319 à 1333,  sous le nom de Guigues VIII de Viennois (1309-1333), marié avant mai 1322 à Isabelle de France (1312-1348), fille de Philippe V le Long et de Jeanne II de Bourgogne.

  - Humbert II de La Tour du Pin, seigneur de Faucigny, dauphin de Viennois sous le nom de Humbert II de Viennois (1312-1355). Sans enfant vivant de son mariage en juillet 1332 avec Marie des Baux (vers 1319-mars 1347), fille de Bertrand des Baux de Berre († 1351), comte d'Andria et de Béatrice d'Anjou (1295 † 1321), leur unique fils, André, étant mort à 2 ans en 1335[29], il vend le Dauphiné au roi de France Philippe VI pour payer ses dettes et signe le 30 mars 1349 le traité de Romans avec le royaume de France. Il est le dernier dauphin de Viennois de la branche des barons de La Tour du Pin.

#### Branche de La Tour du Pin de Vinay
- Berlion, seigneur de La Tour de Vinay, présent en septembre 1219 lors de la fondation de l'abbaye de Beaulieu près de Vinay en remplacement de l'Abbaye d'Albeval inondée par le lac Saint-Laurent, en présence de sa mère Alaisia. Son frère Aynard est cité défunt en chassant les païens en Espagne. Deux frères de Berlion sont présents en 1219: Géraud et Chabert[30]. En novembre 1240 Berlion confirma la donation de la condamine de St Martin par son aïeul Arbert de la Tour, du champ de Gontard d'EchirolIes. Sont nommés Gontard, Gérold et Chabert, clercs, frères de Berlion[31]. Il meurt après testament de 1256  ayant vendu ses différents biens à la Motte-Saint-Antoine[32].
- Son fils Aynard est cité juge de paix dans un conflit en février 1249 entre son père et Audebert de Châteauneuf concernant le château d'Armieu qui s'en remettent au jugement du dauphin Guigues VII, comte de Viennois et d'Albon[33]. Il est seigneur de Vinay, d’Armieu et de Vatilieu. Il teste le 07 septembre 1282, nommant sa première femme Béatrice, morte, mère de Berlion tué dans les guerres delphino-savoyardes, ainsi qu'un fils naturel Amblard. Il épouse avant cette date Agnès de Thoire et Villars (°1238-†1298) fille d'Étienne II (°1200 - †1248), sire de Thoire-Villars et de Béatrix de Faucigny (°v.1210-†ap. le 8 mars 1276).

Aynard de la Tour de Vinay mort après avril 1298 et Agnès de Thoire et Villars ont comme enfants:
- Guillaume, archidiacre de Viviers, mort après le 12 juillet 1303.
- Pierre, cité au testament de son père, coseigneur de Vinay en mai 1315 avec son fils Girard.
- Béatrix morte avant le 01 avril 1298, citée au testament de sa mère.
- Jean mort après le 01 avril 1298, cité au testament de sa mère.
- Henri de La Tour, seigneur de Vinay, mort après le 24 février 1323, marié après le 18 juillet 1279 avec Béatrice des Baux, morte après février 1330, fille de Bertrand des Baux, seigneur de Meyrargues, mort en 1266, et de sa seconde épouse Alix.

Henri de La Tour et Béatrice des Baux engendrent:
- Bertrand de La Tour, mort après le 01 avril 1298.
- Hénard de La Tour, prieur de Saint-Antoine, mort après le 02 septembre 1326.
- Raymond de La Tour, prieur de Beaulieu, mort après le 07 janvier 1336.
- Alix de La Tour, mariée vers le 16 février 1314 avec Humbert d'Illins, fille de Guillaume d'Illins.
- Pierre dit Perronet, châtelain de Chatte, de Saint-Geoirs, Bardonnèche, de Veynes, d'Oulx, bailli delphinal, mort après 1345[34],[35], époux d'Huguette de Granges, formant la branche cadette de Vinay.
- Hugues de La Tour dit Turpin, seigneur de Vinay, mort après le 28 juin 1327, marié vers octobre 1312  avec Aymare (Adémaria) de Tournon, fille de Guy II, seigneur de Tournon mort après décembre 1313, et d'Alix de la Roche qui teste le 10 novembre 1311.

D'Hugues de la Tour de Vinay et d'Aymare de Tournon sont issus:
- Guillaume de La Tour, mort après le 02 novembre 1345.
- Henri de La Tour, mort après le 02 novembre 1345.
- Huguette de La Tour, mariée le 12 avril 1336 avec Henri Bérenger, seigneur de Pont-en-Royans et Baron de Sassenage en 1339[35], mort en 1351, fils d'Aymar Bérenger, seigneur de Pont-en-Royans, et de Béatrix de Sassenage.
- Aynard III de La Tour, seigneur de Vinay, mort en 1371, marié après 1332 avec Artaude de Bressieux, morte après 1346, fille d'Aymar VI de Bressieux, baron de Bressieux, et de Béatrix de Roussillon, dont [32],[35],[36],[37],
  - Antoine de La Tour, seigneur de Vinay, coseigneur de la Tour-du-Pin, mort en 1394, marié avec Catherine de Chaste, morte après 1417, fille de Joffrey de Chaste et de Françoise de Saint-Quentin. Le couple n'a pas de descendance. Antoine de La Tour a un fils naturel : Aynard de La Tour.
  - Hugues II dit Turpin, de La Tour, seigneur d'Illins, des Côtes-d'Arey et de Surieu, mort en 1392, marié vers 1383 avec Alix d'Uzès, dame d'Ay, et d'Iserand, veuve de Guillaume III de Tournon, fille de Decan III d'Uzès, vicomte d'Uzès (1320-1371), et d'Agathe des Baux (†1359/), sans descendance.
  - Billette de La Tour, morte après le 04 septembre 1419, mariée avec Archemand ou Archingaud de Grolée, seigneur de Vassalieu, d'où Eléonore ou Elmorge de Grolée qui épouse en 1396 Guillaume IV de Tournon, baron de Tournon, fils de Guillaume IIII et d'Alix d'Uzès alors veuve, mentionnés ci-dessus. Billette de La Tour aura ensuite comme époux Antoine de La Tour d'Illens, seigneur d'Arconciel et Attalens au Canton de Fribourg, puis Hardouin de Lavey sans autre descendance.

Aynard III hérita après le décès d'Humbert II de la Tour-du-Pin en 1355 de la maison de la Tour-du-Pin et nomma ses fils héritiers puis leur sœur, mais ces derniers désignèrent comme successeurs leurs cousins germains de la maison de Sassenage. François de Sassenage fils d'Henri Bérenger se qualifia seigneur de Sassenage et de Vinay. Après un long procès, en 1398, dans l'église de l'abbaye de Saint-Chef, François de Sassenage put conserver les terres et seigneuries de Vinay, Armieu et Vatillieu, mais Billette récupéra les biens de la Tour-du-Pin, avec ses villes, châteaux territoires et mandements, et toutes les possessions qu'avaient eues ses ancêtres et les transmit par sa fille à la famille de Tournon qui les conserva  jusqu'au XVIIe siècle. Les possessions de Vinay allèrent au neveu de François de Sassenage, Albert, fils de son frère Aymar marié en 1373  avec Humilie Aynard, qui prit les noms et armes de La Tour de Vinay. Au cours du XVIe siècle la seigneurie de Vinay passa par mariages successifs entre les mains des familles d'Ancezune, de La Baume de Suze, de Maugiron en Viennois puis par procédure en 1586 à Gaspard de Montagny.

#### Branche de La Tour du Pin de Vinay à la Branche de La Tour du Pin Gouvernet
Descendance de Pierre de La Tour de Vinay et d'Huguette de Granges:
- Guigues de La Tour de Vinay, châtelain de Veynes, d'Oulx, bailli delphinal, qui prêta serment, au nom de son père, pour la châtellenie d'Oulx, lorsque le dauphin Humbert II fit la remise de ses places du Dauphiné au roi de France en 1343, mort en 1349, marié avec Béatrix de Bérenger de Morges, dame de Clelles et Darne, fille de Pierre Bérenger de Morges et de Gilette[34],[35],[36],[39]. Leurs enfants sont :
  - Jean de La Tour dit de Montromain en procès en 1390 contre Hugues Grinde, seigneur de Miribel en Trièves et du Molard, pour reconnaissances de dettes[40]. Il épouse Guigonnes d'Arces citée en 1413 veuve de noble Jean de La Tour dit de Mont-Romain, pour ses possessions à Theys, La Pierre et Domène[41]. En 1413 noble Jean de La Tour, ﬁls de Jean dit de Mont-Romain, possède des mandements de Vif et de La Cluse[41]. En 1431 est réalisée une vente d’une terre dépendant de la directe du seigneur de Varces, par noble Claude de La Tour, dit de Mont-Romain[41]. Enfin est cité en 1445 noble Antoine de La Tour alias de Montromain[41]. Cette branche ne perdure pas par la suite.
  - Girard Ier de La Tour, châtelain delphinal d'Oulx, seigneur de Vinay et de Darne, est dit fils de Guigonnet qui réclama, en 1350 des sommes que le dauphin devait à son père et à son aïeul. Il vendit, en 1357, avec Jean, son frère son terrier de rentes, en la paroisse de Saint Martin-le-Vinoux[34].

Girard de la Tour est à l'origine de la branche de Clelles et a pour descendants :
- Jean de la Tour cité en 1411,prieur de la paroisse de La Cluse[36],[41].
- Aynarde de la Tour mariée en 1372 à Vif avec Humbert Alleman (d'Uriage), seigneur de Champrond[36].
- Vraisemblablement Guigue de La Tour dit Viret en 1407 et effectuant une vente dans la paroisse de Vif en 1411[41].
- Girard II, seigneur de Darne et de Clelles, en 1427, est dit fils de Girard Ier dans un acte de 1388[34] et marié en 1418 avec Catherine de Bucher[42].
  - Guigues de la Tour, prieur de Clelles, mort après 1480[43].
  - Guigues II de la Tour de Clelles, seigneur de Darne, de Clelles, de Chaffault, de Thoranne, de Saint-Martin, mort après 1485, marié avec Antoinette de Theys[43], d'où
    - Guigues III de la Tour de Clelles, châtelain de Clelles, qui effectua l'ascension du Mont Aiguille le 1er juillet 1492[43], mort après 1534, marié en 1469  avec Anne Alleman, des seigneurs de Pasquiers[35],[44],[42].

De Guigues III de Clelles et d'Anne Alleman sont issus:
- Hugues, qui a continué la branche de Clelles, seigneur de Darne et de Cornillon mort après 1540, marié avec Françoise de Roddes sans descendance puis avec Catherine Martin des seigneurs de Champoléon, dont entre autres
  - Guigues IV de La Tour, seigneur de Darne mort en 1551, marié avec Anne Olivier de Gouvernet, dont une fille Dauphine.
  - Girard III de La Tour, seigneur de Darne mort en 1564 sans héritier.
  - Catherine, mariée en 1558 à Michel de Revilliasc, seigneur de Chabestan apporta les biens et les titres de la branche de Clelles, qui passèrent en 1574 dans la maison de Bardonnenche par le mariage d'une fille nommée Jeanne avec Jean de Bardonnenche[34].
- Pierre II de La Tour de Clelles, seigneur de Gouvernet, coseigneur de Saint-Sauveur, de Mévouillon, de La Bâtie-Verdun, châtelain de Thorane, mort après 1563.

#### Branche de La Tour du Pin Gouvernet
Pierre II de La Tour épousa en 1510 Madeleine de Silve, dame de Gouvernet, fille de Rainaud de Silve et Marie Olivier de Gouvernet, et devint par son mariage seigneur de Gouvernet. Ils donnèrent naissance à Guigues de La Tour, seigneur de Gouvernet, co-seigneur de Saint-Sauveur, marié le 7 janvier 1542 avec Esprite du Bousquet, fille de Jacques du Bousquet et Catherine de Vérone. De cette union sortirent,
- Jacques Ier de La Tour Gouvernet, mort après 1620 seigneur de Verclause, de Saint-Sauveur marié en 1583  avec Jeanne de Sade à l'origine des branches de Verclause, Verclause de Taillades, Verclause-Verfeuil et de Tarandol.
- René de La Tour Gouvernet, né en 1543, baron d’Aix et de Montauban, maréchal de camp, sénéchal de Valentinois, gouverneur de Mévouillon, de Montélimar (1600), gouverneur de Die, conseiller d'État. Commandant des troupes protestantes du Roi de Navarre en 1580, nommé Maréchal de Camp par Henri IV le 1er avril 1591, compagnon de Lesdiguières, il eut sa terre de La Charce érigée en marquisat par lettres du roi Louis XIII du mois de mai 1619. De son union le 1er janvier 1573 avec Isabeau Artaud de Montauban sont issues plusieurs branches:
  - Depuis Charles Ier de La Tour Gouvernet (1575-†ap. 1643) marié en 1597 avec Antoinette de Bourrellon[36],[39],
    - celle des Marquis de Gouvernet éteinte en 1775 avec Charles V Frédéric de La Tour Gouvernet[36],[39],
    - celle des comtes de Paulin, puis reprenant les titres de la branche aînée, marquis de Gouvernet et de La Tour du Pin jusqu'en 1943.

  - Depuis César de La Tour Gouvernet (1587-1645) marquis de La Charce, baron de Valgaudemar, page du roi Henri IV et capitaine d'infanterie en 1606, nommé par le duc Henri II de Rohan gouverneur de Meyrueis en Languedoc marié en 1604 avec Claudine de Ginestous : la branche des marquis de La Charce éteinte en 1867, la branche de la Tour du Pin jusqu'en 1865, et la branche de la Tour du Pin La Charce Chambly encore existante.
  - Depuis Hector de La Tour Gouvernet (1585-1630) seigneur de Gouvernet, baron de Montauban, de Lachau, seigneur de Saou, marié en 1616 avec Charlotte de Sauvain : celle des marquis de Lachau éteinte en 1807, et des marquis de Montauban éteinte en 1899.

##### Personnalités de La Tour du Pin Gouvernet
- En 1762, Jean Alexandre de la Tour du Pin-Gouvernet hérite des biens et des titres de Vissec, par substitution.
- Alexandre-César de la Tour du Pin, marquis de Vissec, fils du précédent épouse en 1783 Charlotte Françoise Félicité Odile de Rancher, fille de François Michel Antoine de Rancher, marquis de La Ferrière, et petite-fille de François Testu de Balincourt[45]. Le couple s'installe au Vigan dans l'hôtel de Vissec.
- Philis de La Charce (1645-1703), figure historique du Dauphiné qui s'est illustrée durant la période de conquête de cette province par l'armée du duc de Savoie.
- Jean-Frédéric de La Tour du Pin Gouvernet, (1727-1794), lieutenant-général, député de la noblesse aux États généraux de 1789, ministre de la guerre de Louis XVI. Il est guillotiné le 28 avril 1794 ;
- Frédéric Séraphin de La Tour du Pin Gouvernet (1759-1837), fils du précédent, officier, ambassadeur, préfet, pair de France.
- Henriette Lucy Dillon (1770-1853), épouse du précédent, mémorialiste.

#### Branche de La Tour du Pin Verclause
Cette branche est issue de la branche de La Tour du Pin Gouvernet. Elle débute avec Auguste de La Tour du Pin Verclause, époux de Marie Rose de Laugier, et fils de Auguste de La Tour du Pin Gouvernet († 21 septembre 1721) et de Catherine de La Bastide.
Elle possède depuis 1961 le château de Combourg, hérité de leur tante Chateaubriand.

#### Branche deMontauban
Branche également issue de celle de Gouvernet :
- François de La Tour du Pin Montauban (1705-1772), évêque de Riez ;
- François Hector de La Tour du Pin, comte de Lachau-Montauban, (1675-1730), colonel du régiment de Lachau-Montauban et maréchal de camp[46] ;
- Louis de La Tour du Pin Montauban (1679-1737), évêque de Toulon ;
- Louis Apollinaire de La Tour du Pin Montauban (1744-1807), évêque de Nancy, puis d'Auch et archevêque de Troyes ;

#### Branche de La Tour du Pin Chambly

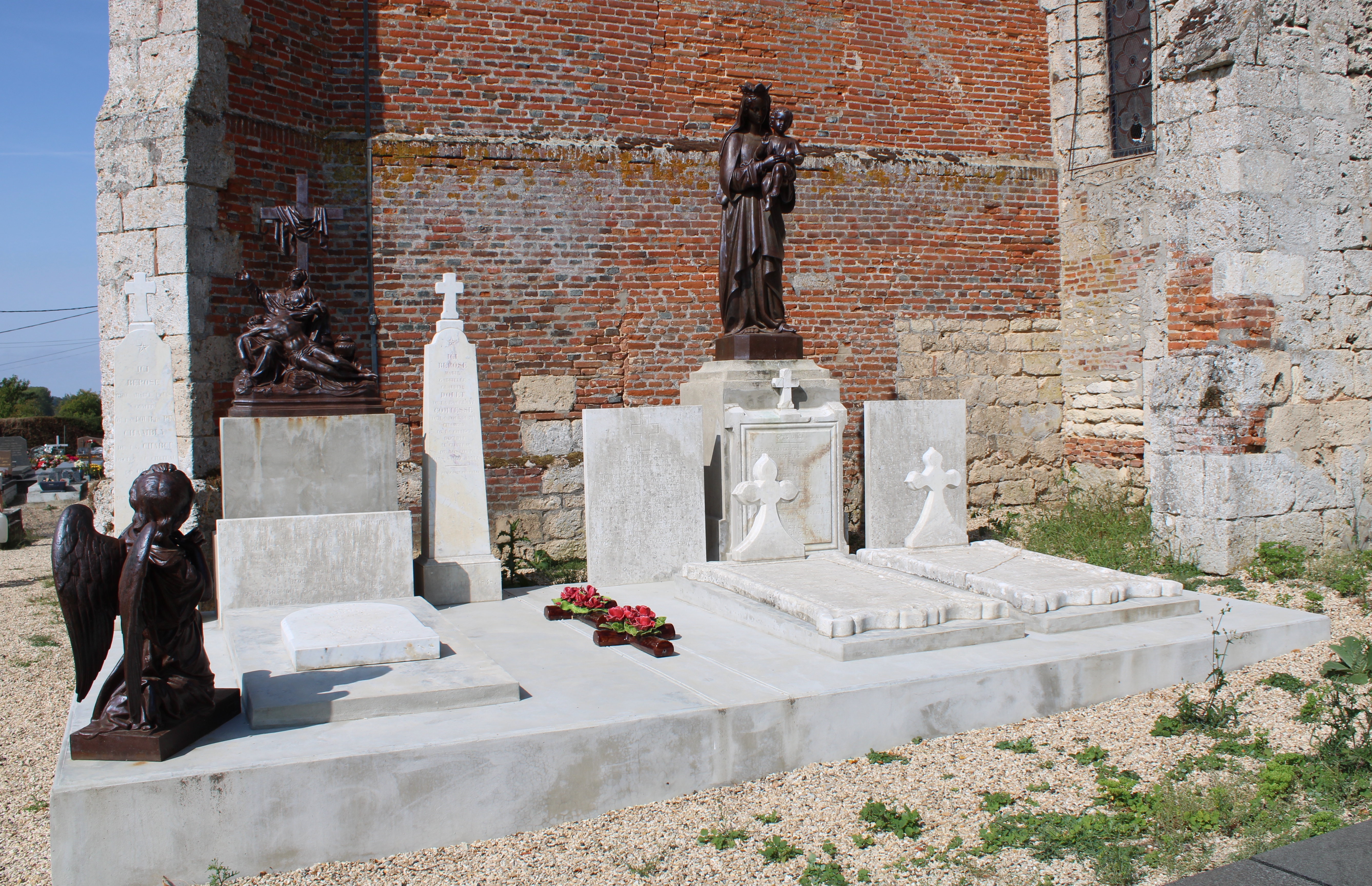
Tombes de la Famille de La Tour du Pin Chambly au pied de l'église fortifiée de Bosmont-sur-Serre, Aisne.

- René-Charles-François de La Tour du Pin Chambly, vicomte de La Charce (né en 1746 (auteur de la branche) et guillotiné le 4 avril 1794), fils unique de René-François-André, comte de La Tour du Pin, dit le vicomte de La Charce (1715-1778). Brigadier des armées du roi, commandant le régiment Bourbon-infanterie et de Jacqueline-Louise de Chambly (1716-1791), unique héritière du nom de Chambly. Colonel en second du régiment d'Aunis, puis colonel des grenadiers royaux de Bourgogne, il épouse à Paris en décembre 1773 Agathe-Louise de Saint-Antoine de Saint-André (1754-1774) puis en secondes noces en 1779 Angélique-Louis-Nicolle de Bérulle, fille et sœur de premiers présidents du parlement du Dauphiné, petite-nièce du cardinal de Bérulle[3] ;
- François René de La Tour du Pin Chambly de La Charce (1834-1924), natif d'Arrancy, Saint-Cyrien, Promo 1852-1854 de l'Empire, lieutenant-colonel. Campagnes de Crimée, d'Italie, d'Algérie et de France. Il est l'inspirateur en France de la doctrine du  Catholicisme social avec Albert de Mun ;
- Henri de La Tour du Pin Chambly de La Charce (1834-1885), Promotion de Saint-Cyr 1852-1854 de l'Empire. Chef de bataillon. Campagnes du Mexique, d'Italie  et de France ;
- François de La Tour du Pin Chambly de La Charce (1878, mort le 8 septembre 1914 à la bataille de la Marne), lieutenant au 298e régiment d'infanterie, marié à Brigitte O'Connor (1880-1948),
- leur fils, le poète Patrice de La Tour du Pin (1911-1975) ;
- Hadelin de La Tour du Pin Chambly de La Charce (né le 26 août 1951 et mort le 23 septembre 2024[47]), énarque, diplomate, ambassadeur de France ;
- Pascale de La Tour du Pin, née Pascale Gaillard, épouse de Jean-Philippe de La Tour du Pin Chambly de La Charce, journaliste à BFM TV, LCI puis C8.

## Possessions
Liste non exhaustives des possessions tenues en nom propre ou en fief de la famille de La Tour du Pin :
- château des Allymes, à Ambérieu-en-Bugey (vers 1310-1335) ;
- château de Chazey-sur-Ain, à Chazey-sur-Ain (début XIIIe-1349) ;
- château de Poncin, à Poncin ;
- château de Pont-d'Ain, à Pont-d'Ain (début XIIIe-1285) ;
- château de Sainte-Julie, à Sainte-Julie (1225-1349) ;
- château de Saint-Germain, à Ambérieu-en-Bugey (1210-1282) ;
- château de Vissec à Vissec (1762-1792) ;
- château du Bouilh, à Saint André de Cubzac (1654-1835) ;
- château de Beauclair, à Bezonville, Morville-en-Beauce (Loiret) ;
- château d'Arrancy, à Arrancy (Aisne) ;
- chateau de La Charce, à La Charce ;
- chateau de Montmorin, à Montmorin ;
- château de Chambly, à Bosmont-sur-Serre (Aisne) ;
- château de Combourg, à Combourg (depuis 1961).

### Fonds d'archives
- Fonds La Tour du Pin (1191-1976).  Cote : 744AP (744AP/1-744AP/84). Archives nationales (présentation en ligne)..